# Lista de árbitros FIFA do Brasil

## Lista de Árbitros(as) e assistentes brasileiros no quadro FIFA atualmente
Em 24 de dezembro de 2020, a Comissão de Arbitragem da Confederação Brasileira de Futebol (CBF), divulgou a lista dos profissionais da arbitragem indicados para compor o tão valioso quadro FIFA, estando aptos a participar de partidas internacionais. A novidade da Temporada de 2023 é o inclemento da categoria de árbitros assistentes de vídeo (VAR) que conta com 6 representantes brasileiros. Além desses, 15 árbitros(as) de campo e 16 assistentes completam a lista:
| Federação e Nome                      | Categoria  |
| ------------------------------------- | ---------- |
| RS Anderson Daronco                   | Árbitro    |
| AL Nathan Igor Sampaio Bezerra        | Árbitro    |
| RJ Bruno Arleu de Araújo              | Árbitro    |
| SP Flávio Rodrigues de Souza          | Árbitro    |
| SP Luiz Flavio de Oliveira            | Árbitro    |
| SC Rafael Traci                       | Árbitro    |
| SP Raphael Claus                      | Árbitro    |
| PR Rodolpho Toski Marques             | Árbitro    |
| RJ Wagner do Nascimento Magalhães     | Árbitro    |
| BA Alessandro Rocha Matos             | Assistente |
| PR Bruno Boschilia                    | Assistente |
| GO Bruno Raphael Pires                | Assistente |
| SP Danilo Ricardo Simon Manis         | Assistente |
| GO Fabricio Vilarinho da Silva        | Assistente |
| MG Guilherme Dias Camilo              | Assistente |
| SC Kleber Lucio Gil                   | Assistente |
| SP Marcelo Carvalho Van Gasse         | Assistente |
| RS Rafael da Silva Alves              | Assistente |
| RJ Rodrigo Henrique Correia           | Assistente |
| MG Igor Junio Benevenuto de Oliveira  | VAR        |
| SP José Claudio Rocha Filho           | VAR        |
| SC Rodrigo D'Alonso Ferreira          | VAR        |
| SP Rodrigo Guarizo Ferreira do Amaral | VAR        |
| PB Nathan Igor Sampaio                | VAR        |

| Nome e Federação                    | Categoria  |
| ----------------------------------- | ---------- |
| SC Charly Wendy Straud Deretti      | Árbitra    |
| MS Daiane Caroline Muniz dos Santos | Árbitra    |
| PE Deborah Cecília Cruz Correia     | Árbitra    |
| SP Edina Alves Batista              | Árbitra    |
| RJ Rejane Caetano da Silva          | Árbitra    |
| SE Thayslane de Melo Costa          | Árbitra    |
| PA Bárbara Roberta da Costa Loiola  | Assistente |
| AL Brígida Cirilo Ferreira          | Assistente |
| SP Fabrini Bevilaqua Costa          | Assistente |
| MG Fernanda Nândrea Gomes Antunes   | Assistente |
| DF Leila Naiara Moreira da Cruz     | Assistente |
| SP Neuza Ines Back                  | Assistente |

## Lista de Árbitros FIFA do Brasil em 2020
Lista dos árbitros brasileiros com escudo FIFA e aptos a apitar partidas internacionais na temporada 2020.

### Masculino
| Árbitros                          | FIFA desde |
| --------------------------------- | ---------- |
| RS Anderson Daronco               | 2015       |
| SP Flávio Rodrigues de Souza      | 2020       |
| SP Luiz Flávio de Oliveira        | 2015       |
| SP Raphael Claus                  | 2015       |
| RJ Bruno Arleu de Araújo          | 2020       |
| PR Rodolpho Toski Marques         | 2017       |
| SC Bráulio Machado Silva          | 2019       |
| RJ Wagner do Nascimento Magalhães | 2017       |
| PR Rafael Traci                   | 2020       |
| GO Wilton Sampaio                 | 2013       |

| Árbitros Assistentes                  | FIFA desde |
| ------------------------------------- | ---------- |
| BA Alessandro Matos                   | 2001       |
| PR Bruno Boschilia                    | 2014       |
| GO Bruno Raphael Pires                | 2016       |
| GO Fabrício Vilarinho                 | 2012       |
| SC Kléber Lúcio Gil                   | 2013       |
| SP Marcelo Van Gasse                  | 2011       |
| RJ Rodrigo Figueiredo Henrique Correa | 2013       |
| MG Guilherme Dias Camilo              | 2014       |
| SP Danilo Ricardo Simon Manis         | 2017       |

### Feminino
| Árbitras                        | FIFA desde |
| ------------------------------- | ---------- |
| PE Deborah Cecilia Cruz Correia | 2017       |
| SP Edina Alves Batista          | 2016       |
| SE Thayslane de Melo Costa      | 2019       |
| RJ Rejane Caetano da Silva      | 2017       |
| SC Charly Wendy Straub Deretti  | 2020       |

| Árbitras Assistentes               | FIFA desde |
| ---------------------------------- | ---------- |
| DF Leila Naiara Moreira da Cruz    | 2019       |
| PA Bárbara Roberta da Costa Loiola | 2020       |
| SP Neuza Ines Back                 | 2014       |
| SP Fabrini Bevilaqua Costa         | 2020       |
| MG Fernanda Nândrea Gomes Antunes  | 2020       |

## Lista de Árbitros FIFA do Brasil em 2016

### Masculino
| Árbitros                   | FIFA desde |
| -------------------------- | ---------- |
| SC Héber Lopes             | 2002       |
| RS Leandro Vuaden          | 2009       |
| SP Raphael Claus           | 2015       |
| SP Luiz Flávio de Oliveira | 2015       |
| RJ Péricles Bassols        | 2011       |
| MG Ricardo Marques         | 2009       |
| SC Sandro Ricci            | 2011       |
| GO Wilton Sampaio          | 2013       |
| RS Anderson Daronco        | 2015       |
| PA Dewson Freitas          | 2015       |

| Árbitros Assistentes     | FIFA desde |
| ------------------------ | ---------- |
| BA Alessandro Matos      | 2001       |
| RS Altemir Hausmann      | 2004       |
| SP Emerson de Carvalho   | 2008       |
| TO Fábio Pereira         | 2013       |
| GO Fabrício Vilarinho    | 2012       |
| SC Kléber Lúcio Gil      | 2013       |
| SP Marcelo Van Gasse     | 2011       |
| RJ Rodrigo Correa        | 2013       |
| MG Guilherme Dias Camilo | 2014       |

### Feminino
| Árbitras                             | FIFA desde |
| ------------------------------------ | ---------- |
| PE Ana Karina Marques Valentim Alves | 2009       |
| BA Daniella Coutinho Pinto           | 2012       |
| SP Regildenia Holanda de Moura       | 2012       |
| RJ Simone Xavier de Paula e Silva    | 2009       |

| Árbitras Assistentes                    | FIFA desde |
| --------------------------------------- | ---------- |
| MG Janette Mara Arcanjo                 | 2012       |
| ES Katiuscia Mayer Berger Mendonça      | 2009       |
| RJ Lilian Fernandes Bruno da Silva      | 2012       |
| RS Tatiana Jacques Freitas              | 2012       |
| SP Tatiane Sacilotti dos Santos Camargo | 2016       |